# Wrangell Narrows
De Wrangell Narrows is een natuurlijk kanaal in de Alexanderarchipel in de Alaska Panhandle in het zuidoosten van Alaska in de Verenigde Staten.

## Geografie
De Wrangell Narrows is een kronkelig, 35 kilometer lang kanaal tussen Mitkof Island in het zuidoosten en oosten en het Lindenberg Peninsula van Kupreanof Island in het noordwesten. Zuidelijker ligt het kanaal na een doorgang naar het Duncan Canal tussen Woewodski Island en Mitkof Island. In het noorden mondt het kanaal uit op Frederick Sound, in het zuiden op Sumner Strait.
De stad Petersburg ligt aan het noordelijke uiteinde van de Narrows, evenals de plaats Kupreanof aan de overzijde van de Narrows.
De Wrangell Narrows is een van de zes Listed narrows in Zuidoost-Alaska en is onderdeel van de Inside Passage. Er zijn ongeveer 60 lichten en boeien om het te markeren vanwege de kronkelige aard en de gevaren voor de navigatie.
Het kanaal wordt gebruikt door vissersboten en veerboten van Alaska Marine Highway. Zeer grote schepen (zoals de grootste cruiseschepen) gebruiken het niet omdat het te ondiep en smal is om veilig te passeren. Omdat dit de enige veilige Inside Passage is op deze breedtegraad, moeten deze grotere schepen in "buitenwateren" varen. De Dry Strait ten oosten van Mitkof Island wordt niet vaak gebruikt door scheepvaartverkeer, ondanks dat het een breder kanaal is, omdat het gevaarlijk ondiep is en deel uitmaakt van het grotere estuarium van de Stikine.
Het waterlichaam ligt in de mariene ecoregio Noord-Amerikaans Pacifisch Fjordland.

## Geschiedenis
De oorspronkelijk naam van het kanaal is Dakxhatgwak Séet in het Tlingit. Later werd het Gantee Yaak’w Séet (Stoombootkanaal) genoemd, wat verwijst naar het feit dat het een doorgang voor stoomschepen was geworden.
Het werd in 1838 door G. Lindenberg "Proliv Vrangelya" (Engels: Wrangell Strait) genoemd, naar admiraal Ferdinand von Wrangel. De vertaling Wrangell Strait bleef in gebruik, terwijl Wrangell Narrows verwees naar het smalste centrale deel. In 1919 werd het op de nautische kaart 8170 van het Department of Commerce veranderd van Wrangell Strait naar Wrangell Narrows.